# Agrostistachys indica
Agrostistachys indica är en törelväxtart som beskrevs av Nicol Alexander Dalzell. Agrostistachys indica ingår i släktet Agrostistachys och familjen törelväxter. Inga underarter finns listade i Catalogue of Life.

## Bildgalleri

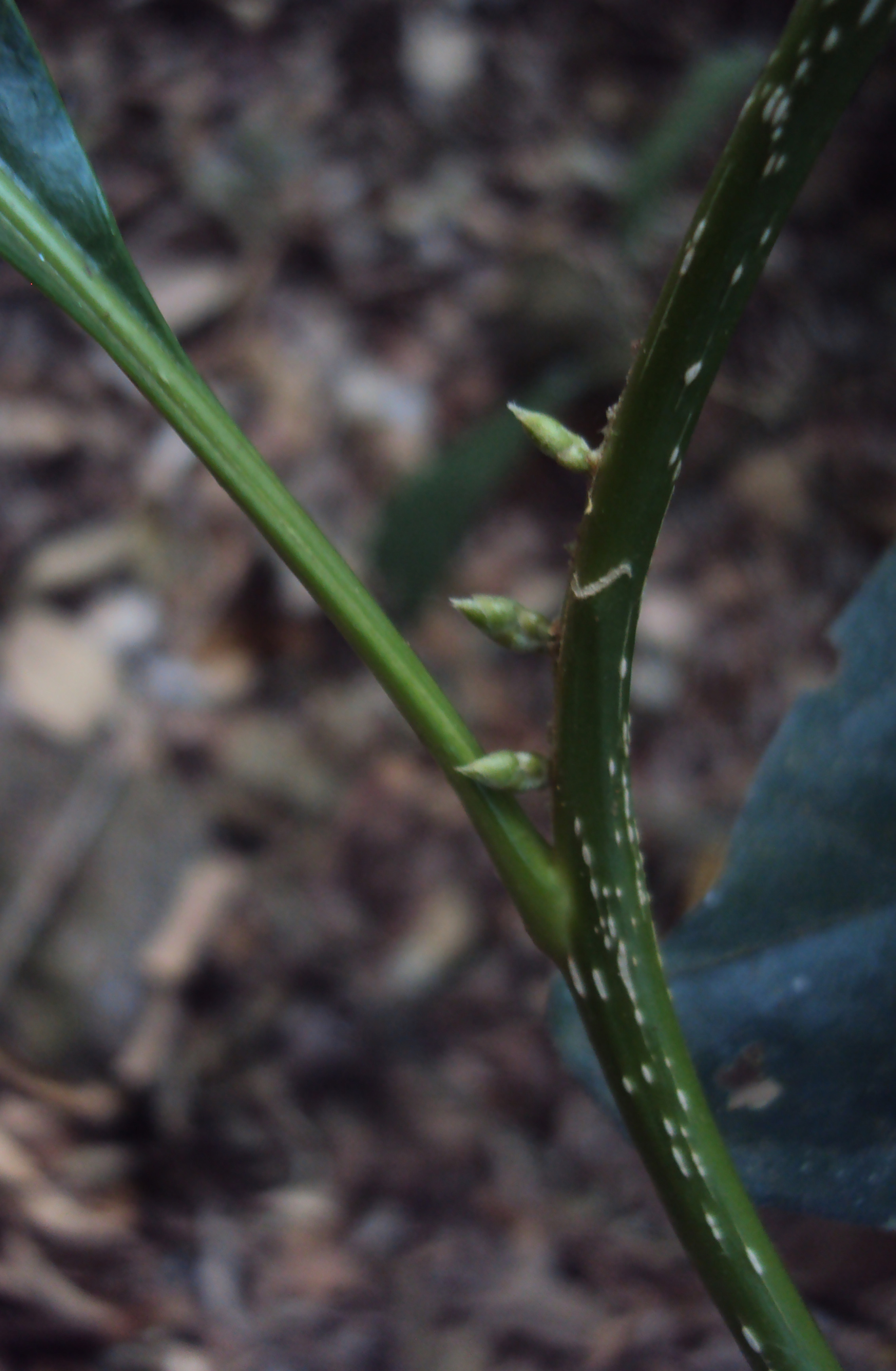
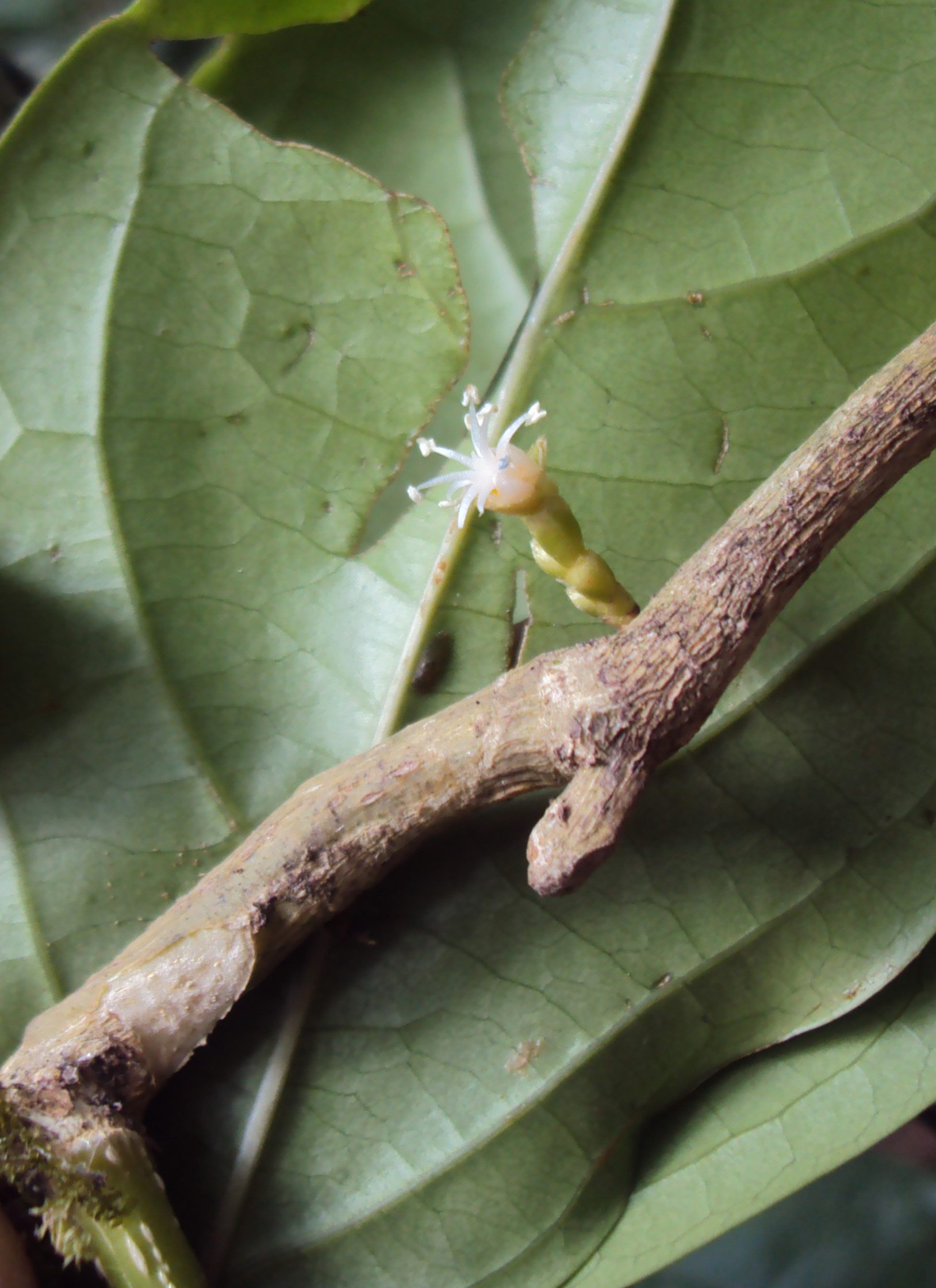
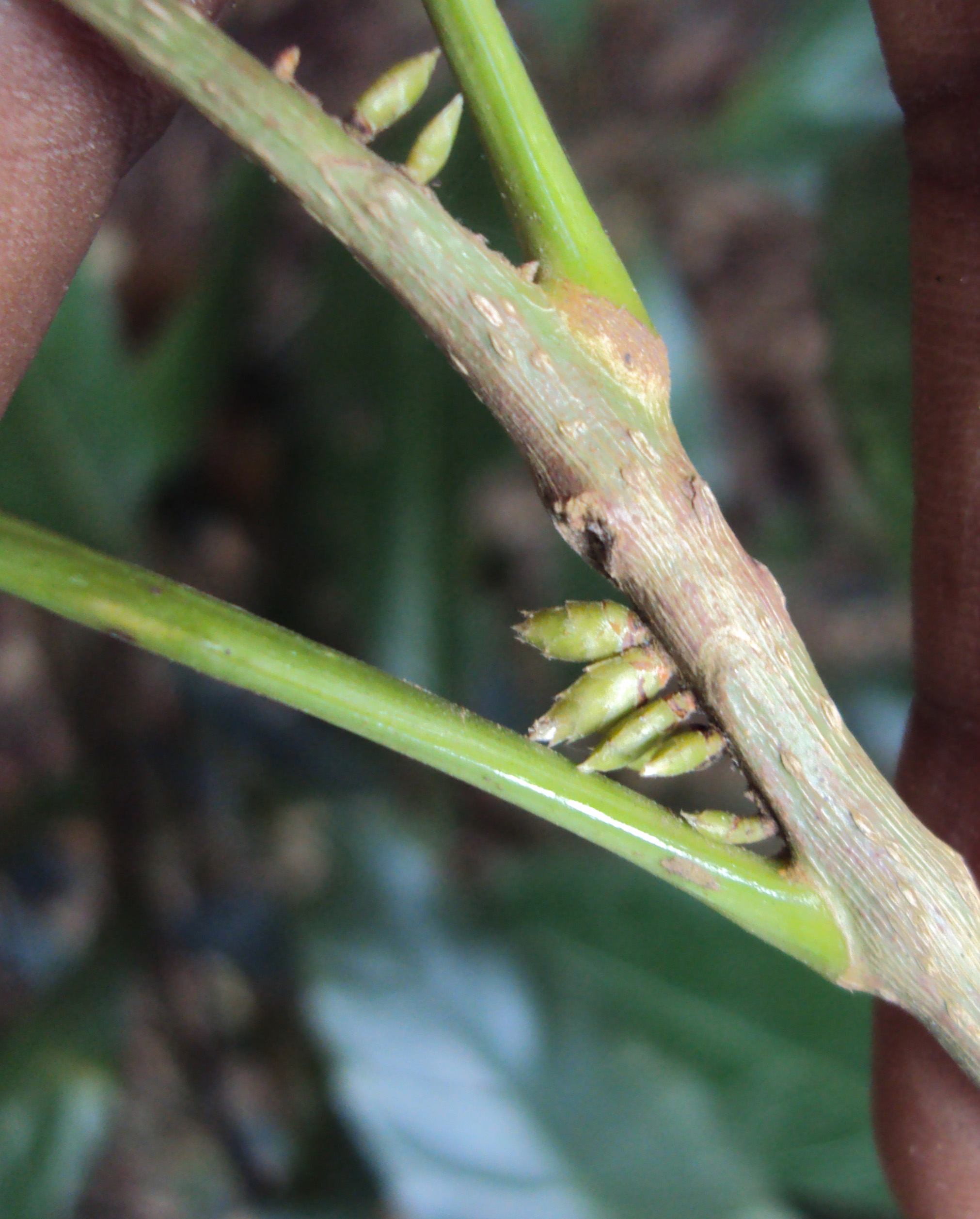
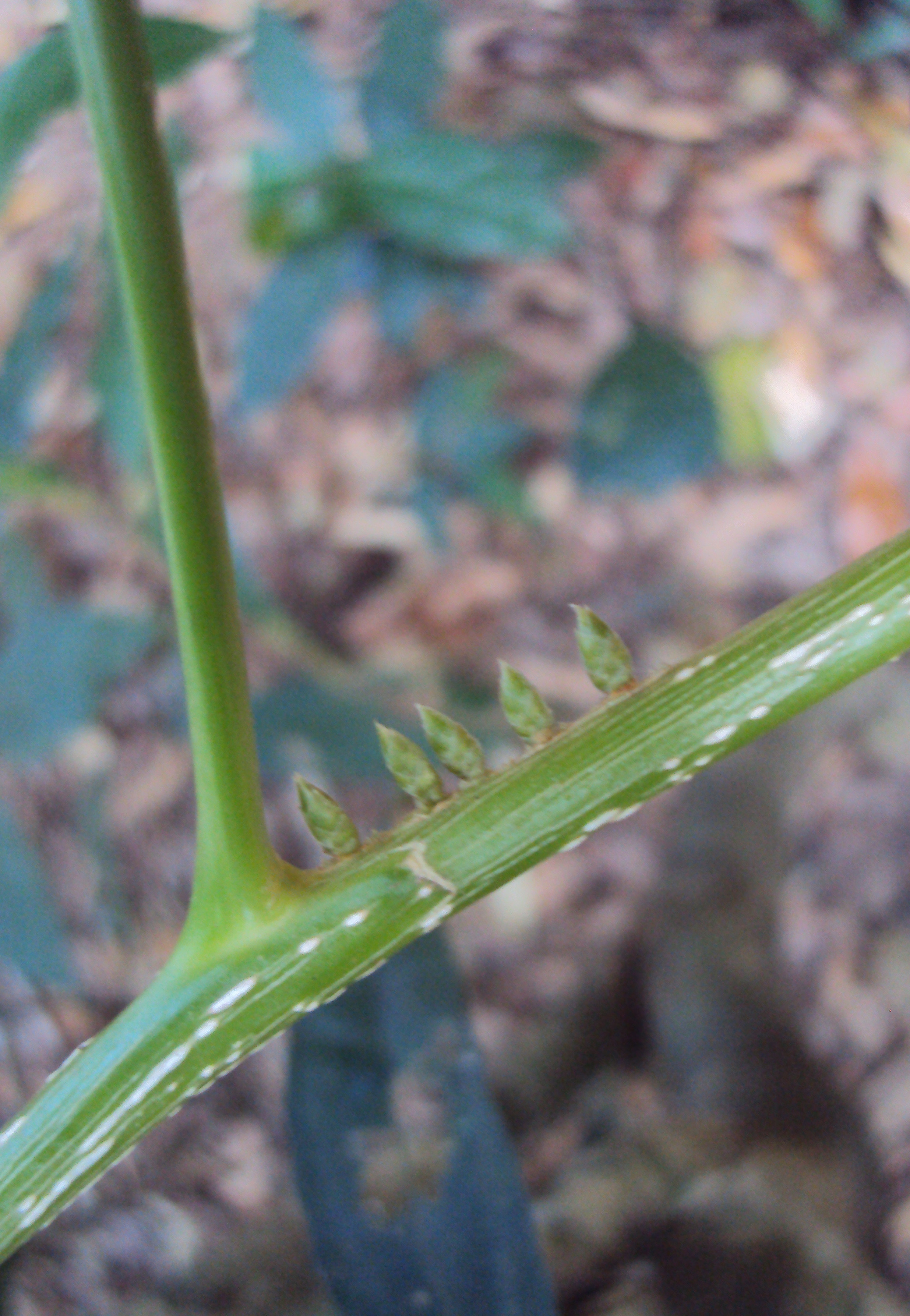